# Mohamed Abderrahime Belarbi
Mohamed Abderrahime Belarbi, né le 8 août 1992, est un joueur algérien de badminton.

## Carrière
Lors des Championnats d'Afrique de badminton 2013 à Rose Hill, Mohamed Abderrahime Belarbi obtient la médaille de bronze en double hommes avec Adel Hamek.
Aux Championnats d'Afrique de badminton 2017 à Benoni, il remporte la médaille de bronze en double hommes avec Adel Hamek. Il est médaillé d'or en double hommes avec Adel Hamek aux Championnats d'Afrique de badminton 2018 à Alger. Il est médaillé d'argent par équipe mixte aux Jeux africains de 2019 à Rabat. Il est médaillé de bronze en double hommes avec Adel Hamek aux Championnats d'Afrique de badminton 2022 à Kampala. Aux Championnats d'Afrique de badminton 2023 à Johannesbourg, il est médaillé d'argent en double hommes avec Adel Hamek.
Aux Championnats d'Afrique par équipe, il est médaillé d'or en 2018, en 2022, en 2024 et en 2025 , médaillé d'argent en 2021 et médaillé de bronze en 2016 et en 2023.
Il est médaillé d'argent en double hommes avec Adel Hamek et en double mixte avec Linda Mazri aux Jeux panarabes de 2023 à Alger.